# Elsa Gramcko
Elsa Gramcko (Puerto Cabello, 9 de abril de 1925-Caracas, 3 de marzo de 1994) fue una escultora y pintora abstracta venezolana.

## Biografía
Sus trabajos más tempranos, los cuales datan de 1954, fueron pinturas geométricas, mientras sus trabajos más tardíos fueron tachistas. Al principio se centró principalmente en la pintura, para luego pasar a la escultura y el ensamblaje en las décadas de 1960 y 1970.
Su formación fue principalmente autodidacta, no obstante, tomó algunos cursos en la Universidad Central de Venezuela, Caracas.
En 1959, José Gómez Sicre curó su primera exposición individual en el Museo de Arte de las Américas en Washington D. C. En 1959 representó a Venezuela en la Bienal de Arte de São Paulo y en la Bienal de Venecia de 1964. En 1968 fue galardonada con el Premio Nacional de Arte en el Salón Oficial de Arte venezolano y en 1966 se convirtió en la primera mujer en obtener el premio del Salón D'Empaire en Maracaibo, Zulia, Venezuela. Sus obras se conservan en varias colecciones privadas y públicas alrededor de Latinoamérica y en todo el mundo. Ida Gramcko, su hermana, fue ensayista y poeta.